# Adam Beard
Pour les articles homonymes, voir Beard.

a Compétitions nationales et continentales officielles uniquement.

b Matchs officiels uniquement.
Dernière mise à jour le 4 juillet 2023.
Adam Beard, né le 7 janvier 1996 à Swansea, est un joueur de rugby à XV gallois qui joue au poste de deuxième ligne. Il évolue avec les Ospreys et en équipe du pays de Galles dans le cadre d'un contrat fédéral.

## Biographie
Adam Beard est sélectionné en équipe nationale par Warren Gatland pour le Tournoi des Six Nations 2019. Il joue les cinq matchs du tournoi dont quatre en tant que titulaire. Il réalise un bon tournoi formant une très bonne deuxième ligne avec son compatriote Alun Wyn Jones. Le Pays de Galles remporte cette compétition en réalisant le Grand Chelem,. Il s'agit du premier titre remporté par Adam Beard dans sa carrière professionnelle.
Puis, il est appelé pour participer à la Coupe du monde 2019 au Japon. Il manque cependant le début de la compétition à cause d'une opération de l'appendicite. Il fait son retour pour le dernier match de la phase de groupe, contre l'Uruguay. Pour cette rencontre, il est titulaire, et les Gallois s'imposent 35 à 13 se qualifiant ainsi pour les quarts de finales. Il joue tous les matchs de phases finales jusqu'au match pour la troisième place perdu face à la Nouvelle-Zélande sur le score de 40 à 17. Son pays termine ainsi quatrième de cette édition de la Coupe du monde.
Il est convoqué par Wayne Pivac pour le Tournoi des Six Nations 2021. Il joue quatre dans cinq matchs de son équipe, étant laissé au repos face à l'Italie. Les Gallois remportent à nouveau ce tournoi, il s'agit du deuxième remporté par Adam Beard.
Début mai 2023 il est présélectionné dans un groupe de 54 joueurs pour préparer la Coupe du monde 2023 avec son pays,. Quelques semaines plus tard, il est conservé dans un groupe plus restreint de 42 joueurs. Puis, il est sélectionné dans le groupe de 33 joueurs pour participer au Mondial.
En janvier 2024, il est sélectionné pour le Tournoi des Six Nations.

## Palmarès
- Pays de Galles -20
  - Vainqueur du Tournoi des Six Nations des moins de 20 ans en 2016

- Pays de Galles
  - Vainqueur du Tournoi des Six Nations en 2019 (Grand Chelem) et 2021
  - Quatrième de la Coupe du monde en 2019

### Tournoi des Six Nations
| Édition                      | Rang | Résultats Pays de Galles | Résultats Beard | Matchs Beard |
| ---------------------------- | ---- | ------------------------ | --------------- | ------------ |
| Tournoi des Six Nations 2019 | 1    | 5 v, 0 n, 0 d            | 5 v, 0 n, 0 d   | 4/5          |
| Tournoi des Six Nations 2020 | 5    | 1 v, 0 n, 4 d            | 0 v, 0 n, 1 d   | 1/5          |
| Tournoi des Six Nations 2021 | 1    | 4 v, 0 n, 1 d            | 3 v, 0 n, 1 d   | 4/5          |
| Tournoi des Six Nations 2022 | 5    | 1 v, 0 n, 4 d            | 1 v, 0 n, 4 d   | 5/5          |
| Tournoi des Six Nations 2023 | 5    | 1 v, 0 n, 4 d            | 1 v, 0 n, 4 d   | 5/5          |

Légende : v = victoire ; n = match nul ; d = défaite ; la ligne est en gras quand il y a Grand Chelem.

### Coupe du monde
| Édition    | Rang      | Résultats Pays de Galles | Résultats Beard | Matchs Beard |
| ---------- | --------- | ------------------------ | --------------- | ------------ |
| Japon 2019 | Quatrième | 5 v, 0 n, 2 d            | 2 v, 0 n, 2 d   | 4/7          |